# Kissy Kapri
Kissy Kapri (Florida; 2 de febrero de 1988) es una actriz pornográfica estadounidense. Ingresó a la industria del cine para adultos a los 18 años, habiendo aparecido desde entonces en más de 150 películas.

## Premios
- 2008 Premios FAME Finalista – Chica más Sucia del Porno[2]
- 2008 Premios AVN nominada – Mejor Escena de Sexo Tres Vías – 1 Dick 2 Chicks 6[3]
- 2008 Premios AVN nominada – Escena Sexual más Sucia – American Gokkun 3[3]
- 2009 Premios AVN nominada – Mejor Escena Sexual de Mujeres 3 Vías – Bitch & Moan 2[4]
- 2009 Premios FAME Finalista – Chica más sucia en el porno[5]